# 1727 au théâtre

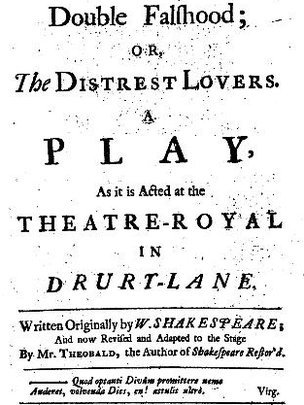
Page de titre de la première édition de Double Falsehood.

| Années du théâtre : 1724 - 1725 - 1726 - 1727 - 1728 - 1729 - 1730    |
| Décennies du théâtre : 1690 - 1700 - 1710 - 1720 - 1730 - 1740 - 1750 |

## Pièces de théâtre représentées
- 15 février : Le Philosophe marié ou le Mari honteux de l'être, comédie de Philippe Néricault Destouches, Paris, Comédie-Française.
- 11 septembre : L'Île de la raison de Marivaux, Paris, Comédie-Française.
- 13 décembre : Double Falsehood du dramaturge britannique Lewis Theobald, une pièce dont il affirme qu'elle est basée sur trois manuscrits d'une pièce perdue anonyme de William Shakespeare, Londres, Théâtre royal de Drury Lane[1].
- 31 décembre : La Seconde Surprise de l'amour de Marivaux, Paris, Comédie-Française[2].

## Naissances
- 14 juin : Justine Favart, actrice, danseuse, artiste lyrique et dramaturge française, morte le 21 avril 1772.
- 16 juillet : Charles-Georges Fenouillot de Falbaire de Quingey, dramaturge français, mort le 28 octobre 1800.
- 13 septembre  : Johann Friedrich Löwen, dramaturge et historien du théâtre allemand, mort le 23 décembre 1771.
- 27 décembre : Arthur Murphy, juriste et  dramaturge irlandais, mort le 18 juin 1805.

## Décès
- 3 février : Marie Ragueneau de l’Estang, dite Mademoiselle La Grange, comédienne française, née le 18 mai 1639.
- 10 mai : Pier Jacopo Martello, poète et dramaturge italien, né le 28 avril 1665.
- 7 décembre : Antonio de Zamora, dramaturge espagnol, né le 1er novembre 1660.